# Tennistoernooi van Miami 2015
|                                          |  |                                      |
| Serena Williams, winnares bij de vrouwen |  | Novak Đoković, winnaar bij de mannen |

Het tennistoernooi van Miami van 2015 werd van 24 maart tot en met 5 april 2015 gespeeld op de hardcourt-banen van het Crandon Park in Key Biscayne, nabij de Amerikaanse stad Miami. De officiële naam van het toernooi was Miami Open.
Het toernooi bestond uit twee delen:
- WTA-toernooi van Miami 2015, het toernooi voor de vrouwen
- ATP-toernooi van Miami 2015, het toernooi voor de mannen

## Toernooikalender
|                   | maart 2015 | maart 2015 | maart 2015 | maart 2015 | maart 2015 | maart 2015 | maart 2015 | maart 2015  | maart 2015    | april 2015    | april 2015   | april 2015   | april 2015 | april 2015 |
| din 24            | woe 25     | don 26     | vrĳ 27     | zat 28     | zon 29     | maa 30     | din 31     | din 31      | woe 1         | don 2         | vrĳ 3        | zat 4        | zon 5      |            |
| ----------------- | ---------- | ---------- | ---------- | ---------- | ---------- | ---------- | ---------- | ----------- | ------------- | ------------- | ------------ | ------------ | ---------- | ---------- |
| vrouwenenkelspel  | 1e ronde   | 1e ronde   | 2e ronde   | 2e ronde   | 3e ronde   | 3e ronde   | 4e ronde   | kwartfinale | kwartfinale   | kwartfinale   | halve finale |              | finale     |            |
| mannenenkelspel   |            | 1e ronde   | 1e ronde   | 2e ronde   | 2e ronde   | 3e ronde   | 3e ronde   | 4e ronde    | 4e ronde      | kwartfinale   | kwartfinale  | halve finale |            | finale     |
| vrouwendubbelspel |            |            | 1e ronde   | 1e ronde   | 1e ronde   | 2e ronde   | 2e ronde   | 2e ronde    | kwart- finale | kwart- finale |              | halve finale |            | finale     |
| mannendubbelspel  |            |            | 1e ronde   | 1e ronde   | 1e ronde   | 2e ronde   | 2e ronde   | kwartfinale | kwartfinale   | kwartfinale   | halve finale |              | finale     |            |

ATP-toernooi van Miami‎ – WTA-toernooi van Miami‎

1985 · 1986 · 1987 · 1988 · 1989 · 1990 · 1991 · 1992 · 1993 · 1994 · 1995 · 1996 · 1997 · 1998 · 1999 · 2000 · 2001 · 2002 · 2003 · 2004 · 2005 · 2006 · 2007 · 2008 · 2009 · 2010 · 2011 · 2012 · 2013 · 2014 · 2015 · 2016 · 2017 · 2018 · 2019 · 2020 · 2021 · 2022 · 2023 · 2024 · 2025